# Utbudsstörning
Utbudsstörning är en plötslig och ej förväntad förändring i de faktorer som påverkar utbudet.
Beroende på störningens natur talar man om kostnadsstörning respektive produktivitetsstörning. I det förra fallet förändras nominella produktionskostnader, exempelvis genom löneförhandlingar eller oljeprishöjningar; i det senare påverkas produktiviteten, exempelvis genom skördebortfall eller terrorhot. Det kortsiktiga utbudet påverkas av båda typerna av störning, men endast produktivitetsstörningar förändrar det medelfristiga utbudet.